# Бевене
Бевене (фр. Bévenais) насеље је и општина у источној Француској у региону Рона-Алпи, у департману Изер која припада префектури Ла Тур ди Пен.
По подацима из 2011. године у општини је живело 933 становника, а густина насељености је износила 66,26 становника/km². Општина се простире на површини од 14,08 km². Налази се на средњој надморској висини од 436 метара (максималној 705 m, а минималној 426 m).

## Демографија
| 1962. | 1968. | 1975. | 1982. | 1990. | 1999. | 2011. |
| ----- | ----- | ----- | ----- | ----- | ----- | ----- |
| 421   | 456   | 435   | 598   | 628   | 641   | 933   |

График промене броја становника у току последњих година